# Туапсе
Туапсе (рус. Туапсе; адиг. Тӏуапсы) град је на југу европског дела Руске Федерације. Налази се у југозападном делу Краснодарске покрајине и административно припада њеном Туапсиншком рејону чији је уједно и административни центар. Једна је од важнијих руских лука на Црном мору. Од 2008. град носи почасно звање „Града војничке славе”.
Према подацима националне статистичке службе РФ за 2019, у граду је живело нешто мање од 62.000 становника.

## Географија
Град Туапсе је смештен на источној обали Црног мора у међуречју река Туапсе и Паук, у подножју јужних обронака Великог Кавказа. Налази се на око 103 км јужно од града Краснодара, и на око 78 км северозападно од града Сочија. Дужина морске обале на територији града Туапсеа износи око 10 километара.
Просечна надморска висина градске територије је око 44 метра изнад нивоа светског мора. Кроз град пролазе друмски правци А-147 на релацији Адлер−Џубга и Р-254 Мајкоп−Туапсе.

### Клима
Туапсе се налази у зони влажне суптропске климе (Кепенова класификација климата Cfa). У току зимских месеци преко ниског Шаумјанског превоја (висине 512 метара) неретко прелазе хладне ваздушне масе из унутрашњости, што доводи до спуштања температура и испод −10 °C. Апсолутни минимум измерен је у јануару 2006. и износио је -16,8 °C, док је апсолутни максимум измерен 30. јула 2000. года износио +39,4 °C.
| Температура |        |        |         |         |          |          |          |          |          |          |         |         |
|             | 8,22,1 | 8,82,4 | 11,44,5 | 15,98,5 | 20,512,6 | 24,616,4 | 27,819,3 | 28,519,4 | 24,715,5 | 19,710,8 | 14,47,1 | 10,34,1 |
|             | јан    | феб    | мар     | апр     | мај      | јун      | јул      | авг      | сеп      | окт      | нов     | дец     |

| Падавине |       |       |      |      |     |      |      |      |       |       |       |       |
|          | 143,2 | 106,6 | 93,8 | 94,3 | 95  | 80,5 | 77,3 | 89,2 | 114,6 | 106,9 | 155,4 | 176,2 |
|          | јан   | феб   | мар  | апр  | мај | јун  | јул  | авг  | сеп   | окт   | нов   | дец   |

| Температура |        |        |         |         |          |          |          |          |          |          |         |         |
|             | 8,22,1 | 8,82,4 | 11,44,5 | 15,98,5 | 20,512,6 | 24,616,4 | 27,819,3 | 28,519,4 | 24,715,5 | 19,710,8 | 14,47,1 | 10,34,1 |
|             | јан    | феб    | мар     | апр     | мај      | јун      | јул      | авг      | сеп      | окт      | нов     | дец     |

| Падавине |       |       |      |      |     |      |      |      |       |       |       |       |
|          | 143,2 | 106,6 | 93,8 | 94,3 | 95  | 80,5 | 77,3 | 89,2 | 114,6 | 106,9 | 155,4 | 176,2 |
|          | јан   | феб   | мар  | апр  | мај | јун  | јул  | авг  | сеп   | окт   | нов   | дец   |

## Историја
Подручје савременог града Туапсеа постало је саставним делом Русије током владавине императора Александра I у периоду 1801−1825. година. Савремено насеље званично је основано 1838. као руско утврђење Вељаминовски које је претворено у цивилно насеље 1864. године. Током Кримског рата утврђене је две године било под османлијском окупацијом (1857−1859). Насеље Вељаминовски је 1896. добило садашњи назив Туапсе, а 1916. добија званичан статус града.

## Демографија
Према подацима са пописа становништва 2010. у граду је живело 63.292 становника, а према проценама за 2019. тај број је благо опао на 61.938 житеља.
| 1926.  | 1939.  | 1959.  | 1970.  | 1979.  | 1989.  | 2002.  | 2010.  | 2019.  |
| ------ | ------ | ------ | ------ | ------ | ------ | ------ | ------ | ------ |
| 12.022 | 29.795 | 36.650 | 51.385 | 59.843 | 63.081 | 64.238 | 63.292 | 61.938 |

Према подацима Руске статистичке службе за 2019, град Туапсе се према броју становника налазио на укупно 265. месту међу 1.115 званичних градова РФ. Основу популације чинили су етнички Руси са уделом од око 75%, док су највеће мањинске заједнице чинили Јермени са око 8,5% и Украјинци са уделом од око 1,9%.